# 腿子活
腿子活是一种相声术语。
相声中的腿子活属于柳活中的一种，主要是指相声演员将自己代入到所表演的柳活中，自身代表剧中的角色，通过唱腔和肢体表演给观众带来视觉和听觉上的双重享受的一种表演形式。通常演员在表演时都会做一些简单装扮，比如头巾或大褂的装饰，以突显各自的角色特征，常会有一定程度上的歪曲或夸张以带来笑料。
腿子活的节目大部分都是固定的，例如《捉放曹》《汾河湾》《黄鹤楼》《窦公训女》《武松打虎》《法门寺》等。